# Marjan Ferjan
Marjan Ferjan, slovenski gradbeni inženir, * 24. april 1912, Novo mesto, † 5. februar 1993, Ljubljana.
Leta 1936 je diplomiral iz gradbeništva na Tehniški fakulteti v Ljubljani. Strokovno se je specializiral 1948 v Zürichu in 1954 v Londonu. V letih 1945–1947 je delal pri gradbenem podjetju Gradis, nato bil 1947–1949 docent na Tehniški fakulteti v Ljubljani, 1949–1951 direktor Gradbenega inštituta v Ljubljani, 1951–1972 tehnični direktor in 1972–1980 direktor Inštituta za materiale Zavoda za raziskavo materiala in konstrukcij (ZRMK) v Ljubljani. Sam ali skupaj s sodelavci je objavil več strokovnih člankov s področja raziskave materialov. 
Že 1945 so se pojavili prvi vnaprej izdelani stropni elementi (nosilci Ferjan), ki jih je bilo mogoče prenašati in pozneje sestavljati v rebričaste plošče (ES - geslo Beton).
Kot projektant statik in raziskovalec materialov je uvajal montažno gradnjo objektov v Jugoslaviji. Je avtor 31 patentov, mdr. za postopek izkoriščanja pepelov in izgorkov (za ta postopek so bili izgrajeni tovarniški objekti v Trbovljah in pri Rudarsko-elektroenergetskem kombinatu v Velenju). Leta 1960 je zasnoval mesečnik Informacije Zavoda za raziskavo materiala in konstrukcij. 
Na svetovni razstavi v Bruslju leta 1964 je prejel zlato medaljo za izvedbo vakuumiranih cevi in njihovih spojev.    

## Izbrana bibliografija
- Kakovost betonov elementov ograje na Tromostovju v Ljubljani (COBISS)
- Izdelava tehnološkega procesa proizvodnje lahkih agregatov iz ef. pepela (COBISS)
- Izdelava tehnološkega procesa proizvodnje lahkih agregatov iz ef. pepela D. 2 (COBISS)